# Hino, Shiga
Hino (japanska: 日野町?, Hino-chō) är en landskommun i Shiga prefektur i Japan.